# حوزه انتخابیه چناران، طرقبه شاندیز و گلبهار
حوزه انتخابیه چناران، طرقبه و شاندیز و گلبهار یکی از حوزه از حوزه‌های استان خراسان رضوی برای انتخابات مجلس شورای اسلامی است. این حوزه به مرکزیت چناران، ۱ نماینده مجلس دارد.

## نمایندگان
- دور یازدهم: حسین عباس‌زاده امامی
- دوره دوازدهم: حسین عباس‌زاده امامی